# فصيلة سباخية

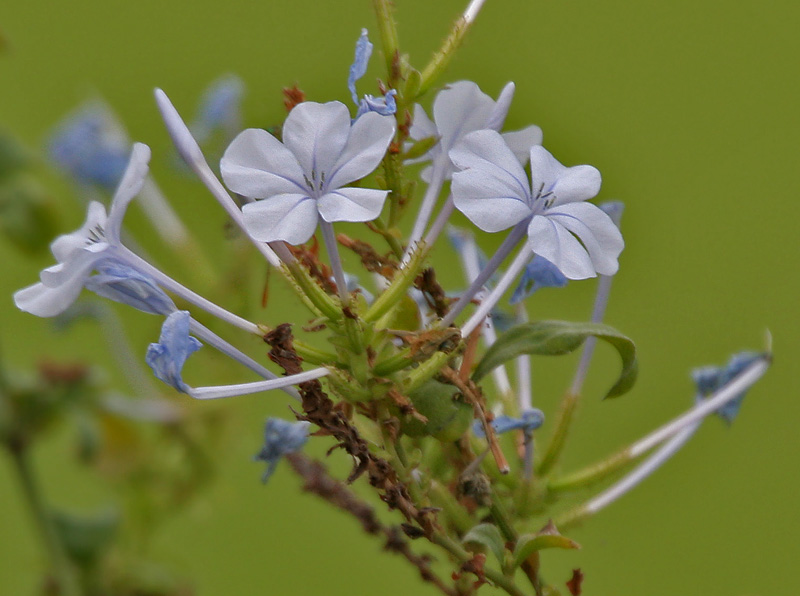
Plumbago auriculata ، نبتة الرأس الرصاصية

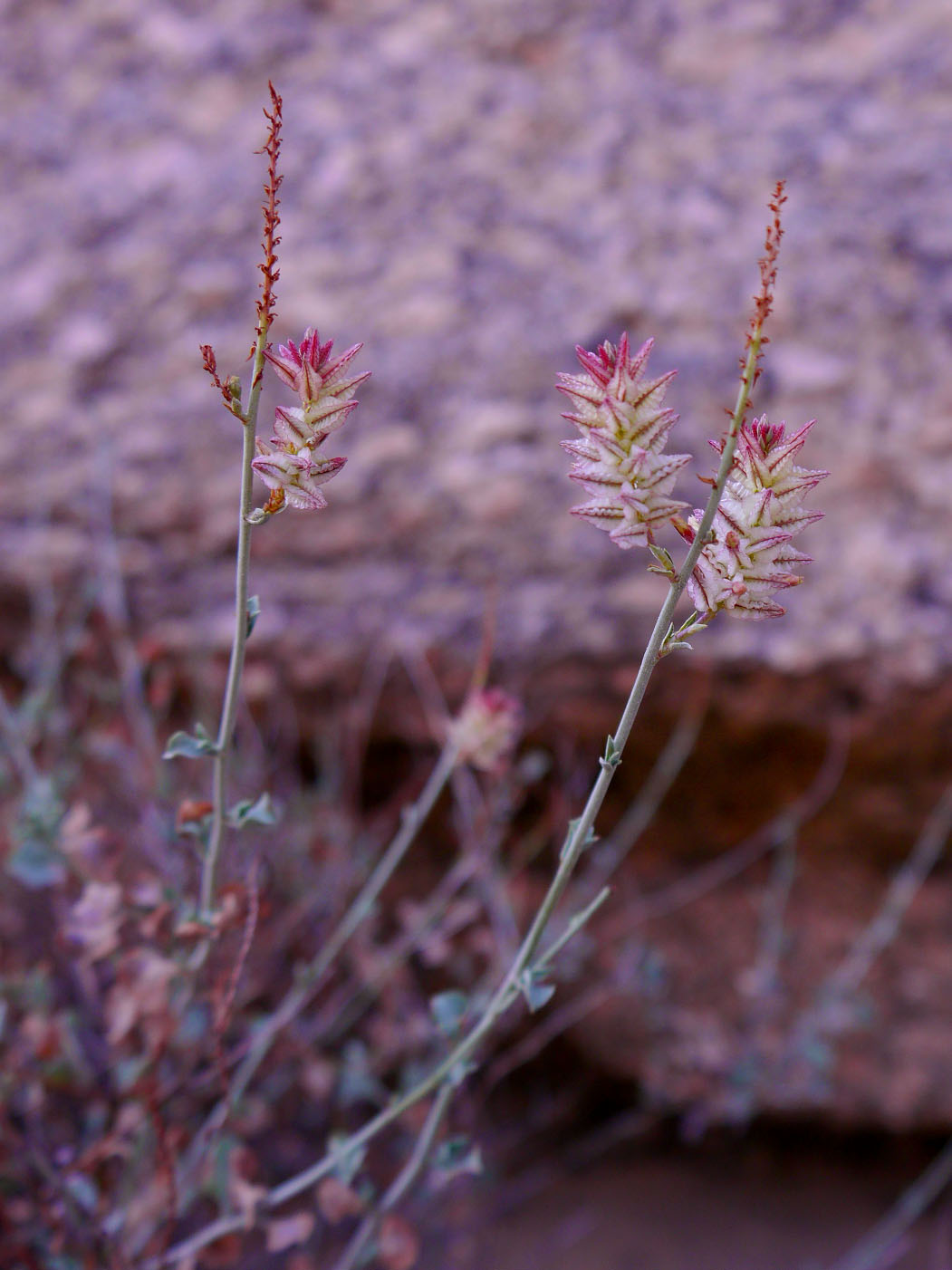
Dyerophytum africanum في فوجيلفيديربيرج ، ناميبيا

الفصيلة السباخية هي عائلة من النباتات المزهرة، ذات توزيع عالمي. يشار إلى العائلة أحيانًا باسم عائلة الرصاص أو الفصيلة الرصاصية أو عائلة البرقوق.
معظم الأنواع في هذه العائلة هي نباتات عشبية معمرة، ولكن القليل منها ينمو على شكل ليانا أو شجيرات. تمتلك النباتات أزهارًا مثالية ويتم تلقيحها بواسطة الحشرات. تتواجد هذه النباتات في العديد من المناطق المناخية المختلفة، من القطب الشمالي إلى الظروف الاستوائية، ولكنها ترتبط بشكل خاص بالسهوب الغنية بالملح والمستنقعات والسواحل البحرية.
وضع نظام كرونكويست لعام 1981 العائلة في ترتيب منفصل يسمى Plumbaginales، والذي لم يتضمن أي عائلات أخرى. قام نظام دالغرين بفصل بعض هذه النباتات ضمن عائلة الليمونيات.
وقد تم التعرف على هذه العائلة من قبل معظم خبراء التصنيف. يعترف نظام APG II (2003؛ دون تغيير عن نظام APG لعام 1998) بهذه العائلة ويعينها ضمن رتبة Caryophyllales في مجموعة نباتات ذوات الفلقة الأساسية . وهو يشمل ق. 30 جنسًا وحوالي 725 نوعًا. 

## أجناس
تم قبول 21 جنسًا ضمن هذه الفصيلة.
- أكانثوليمون Boiss.
- التهاب الكبد R.Br.
- أرميريا (DC.) Willd. ، الادخار أو البحر الوردي
- بيكرولييمون (Hook.f.) Lincz.
- باميانيا Lincz.
- بوكينيتشيا Lincz.
- سيفالوريزوم Popov & Korovin
- سيراتوليمون M.B.Crespo & Lledó
- سيراتوستيغما Bunge ، نباتات الرصاص
- ديكتيوليمون Rech.f.
- جونيوليمون Boiss.
- ايكونيكوفيا Lincz.
- سرقة ليمونياسترون Heist. ex Fabr.
- ليمونيوبسيس Lincz.
- مطحنة الليمونيوم Mill. (مرادف: Statice )، الخزامى البحري
- ميريوليمون Lledó, Erben & M.B.Crespo
- موليروليمن Lincz. ، مرادف لـ جونيوليمون
- نيوجونتشاروفيا Lincz.
- بلومباغيلا Spach
- جولة بلومباجو Tourn. ex L. Tourn. ex L. ، نباتات الرصاص أو البرقوق
- بسيليوستاشيس (Jaub. & Spach) Nevski
- Saharanthus M.B.Crespo & Lledó

## الزراعة والاستخدامات
تتواجد الغدد الطباشيرية في هذه العائلة. تتضمن العائلة عددًا من الأنواع الشعبية للحدائق، والتي تُزرع من أجل أزهارها الجذابة.

## روابط خارجية
- Plumbaginaceae in Topwalks
- links at CSDL, Texas نسخة محفوظة 12 أكتوبر 2008 على موقع واي باك مشين.